# 尹珍序
尹珍序（1983年8月5日—），韓國女演員。

## 演出作品

### 電視劇
- 2004年：SBS《巴黎戀人》
- 2009年：MBC《一枝梅歸來》飾演 汝月姬
- 2010年：KBS《逃亡者Plan.B》飾演 尹刑警
- 2012年：tvN《一年十二個男人》飾演 羅美露
- 2013年：SBS《欲戴王冠，必承其重－繼承者們》飾演 車恩汐
- 2013年：KBS《Drama Special－珍珍》
- 2015年：SBS《看見味道的少女》飾演 閻美
- 2015年：O`live（朝鲜语：올'리브）、UMAX《對我乾杯》飾演 羅如珠
- 2016年：SBS《大撲》飾演 崔福順/淑嬪崔氏
- 2022年：Netflix《模範家族》

### 電影
- 2002年：《巴士站》
- 2002年：《醉畫仙》
- 2003年：《原罪犯》
- 2004年：《甘先生的勝利》
- 2005年：《親切的金子》
- 2005年：《我生涯中最美的一周》
- 2007年：《外遇的好日子》
- 2007年：《背後靈 （页面存档备份，存于）》
- 2008年：《野獸男孩》
- 2010年：《秘密愛》
- 2011年：《致命一擊》
- 2013年：《她的呼喚》
- 2014年：《慶州》
- 2014年：《Santa Barbara》
- 2014年：《射向太陽》
- 2017年：《咖啡伴侶》
- 2018年：《死囚島》
- 2019年：《再婚的技術（朝鲜语：재혼의 기술）》飾演 美京

### MV
- 2004年：徐太志《Heffy End》
- 2004年：徐太志《Live Wire》
- 2004年：徐太志《機器人》
- 2005年：Brown Eyes《歸路》（與黃晸玟）
- 2010年：金範洙《過去》
- 2011年：M Signal《即使是衣角》（與裴秀彬）

## 獲獎
- 2004年：第40屆百想藝術大獎－電影部門 女新人獎（原罪犯）

## 外部連結
- 윤진서 공식 홈페이지
- 윤진서 블로그 （页面存档备份，存于）  - 이글루스